# Eksplosionen
Eksplosionen è un film muto del 1914 diretto da Einar Zangenberg.

## Produzione
Il film fu prodotto dalla Kinografen.

## Distribuzione
In Danimarca, il film fu distribuito dalla Kinografen che lo presentò in prima l'8 settembre 1914 nell'omonima sala di Copenaghen. In Finlandia, uscì in sala il 22 marzo 1915 con il titolo Räjähdys.